# MLB All-Star Game 1957
MLB All-Star Game 1957 – 24. Mecz Gwiazd ligi MLB, który rozegrano 9 lipca 1957 roku na stadionie Sportsman's Park w St. Louis. Mecz zakończył się zwycięstwem American League All-Stars 6–5. Spotkanie obejrzało 30 693 widzów. 
Kontrowersje wywołało głosowanie wśród kibiców, którzy wybrali do wyjściowego składu National League siedmiu zawodników Cincinnati Redlegs. Wszczęte z inicjatywy komisarza MLB Forda Fricka dochodzenie wykazało, że połowa liczby wszystkich głosów pochodziła z Cincinnati, gdzie gazeta Cincinnati Enquirer drukowała dodatkowe karty do głosowania. W efekcie Frick zdecydował o przesunięciu dwóch graczy Redlegs Gusa Bella i Wally'ego Posta do składu rezerwowego, a także postanowił, że w przyszłorocznym All-Star Game wyjściowe składy ustalać będą menadżerowie obydwu zespołów.

## Wyjściowe składy
| American League | American League | American League | American League | National League | National League | National League | National League |
| #               | Zawodnik        | Klub            | Pozycja         | #               | Zawodnik        | Klub            | Pozycja         |
| --------------- | --------------- | --------------- | --------------- | --------------- | --------------- | --------------- | --------------- |
| 1               | Harvey Kuenn    | Tigers          | SS              | 1               | Johnny Temple   | Reds            | 2B              |
| 2               | Nellie Fox      | White Sox       | 2B              | 2               | Hank Aaron      | Braves          | RF              |
| 3               | Al Kaline       | Tigers          | RF              | 3               | Stan Musial     | Cardinals       | 1B              |
| 4               | Mickey Mantle   | Yankees         | CF              | 4               | Willie Mays     | Giants          | CF              |
| 5               | Ted Williams    | Red Sox         | LF              | 5               | Ed Bailey       | Reds            | C               |
| 6               | Vic Wertz       | Indians         | 1B              | 6               | Frank Robinson  | Reds            | LF              |
| 7               | Yogi Berra      | Yankees         | C               | 7               | Don Hoak        | Reds            | 3B              |
| 8               | George Kell     | Orioles         | 3B              | 8               | Roy McMillan    | Reds            | SS              |
| 9               | Jim Bunning     | Tigers          | P               | 9               | Curt Simmons    | Phillies        | P               |

| American League                                           | 0 | 2 | 0 | 0 | 0 | 1 | 0 | 0 | 3 | 6 | 10 | 0 |
| National League                                           | 0 | 0 | 0 | 0 | 0 | 0 | 2 | 0 | 3 | 5 | 9  | 1 |
| WP: Jim Bunning (1–0) LP: Curt Simmons (0–1) SV: Bob Grim |   |   |   |   |   |   |   |   |   |   |    |   |

## Składy
| Miotacze - Johnny Antonelli (3) - Lew Burdette (1) - Larry Jackson (1) - Clem Labine (2) - Jack Sanford (1) - Curt Simmons (2) Łapacze - Ed Bailey (2) - Hank Foiles (1) - Hal Smith (1) |  | Wewnątrzpolowi - Ernie Banks (3) - Don Hoak (1) - Gil Hodges (8) - Johnny Logan (2) - Eddie Mathews (4) - Roy McMillan (2) - Stan Musial (14) - Red Schoendienst (10) - Johnny Temple (2) Zapolowi - Hank Aaron (3) - Gus Bell (4) - Gino Cimoli (1) - Willie Mays (4) - Frank Robinson (2) |  | Menadżer - Walter Alston Trenerzy - Bobby Bragan - Bob Scheffing |

| Miotacze - Jim Bunning (1) - Bob Grim (1) - Billy Loes (1) - Don Mossi (1) - Billy Pierce (4) - Bobby Shantz (3) - Early Wynn (3) Łapacze - Yogi Berra (10) - Elston Howard (1) - Gus Triandos (1) |  | Wewnątrzpolowi - Joe DeMaestri (1) - Nellie Fox (7) - George Kell (10) - Harvey Kuenn (5) - Frank Malzone (1) - Gil McDougald (3) - Bobby Richardson (1) - Bill Skowron (1) - Vic Wertz (4) Zapolowi - Al Kaline (3) - Mickey Mantle (6) - Charlie Maxwell (2) - Minnie Miñoso (5) - Roy Sievers (2) - Ted Williams (14) |  | Menadżer - Casey Stengel Trenerzy - Frankie Crosetti - Jim Turner |

- W nawiasie podano liczbę powołań do All-Star Game.